# Duarte Abecasis
Duarte Monteverde Abecasis (* 11. November 1892 in Lissabon; † 8. April 1966) war ein portugiesischer Ingenieur.

## Werdegang
Abecasis studierte von 1909 bis 1912 an der Escola Politécnica de Lisboa und promovierte 1919 am Instituto Superior Técnico im Fach Bauingenieurwesen. Von 1918 bis 1925 arbeitete er als Assistent an den Umbauten des Hafens in der portugiesischen Kolonie Macau. Dazwischen wirkte er im Regierungsauftrag am Bau des Wasserversorgungssystems Hidroeléctrica do Alto Alentejo (HEAA) mit.
Von 1925 an war er Baudirektor des Handelshafens von Lagos und zwischen 1925 und 1927 zugleich kommissarischer Leiter der Hidráulica do Guadiana. Von 1933 bis 1936 leitete er die erste Phase der Modernisierung der Barra de Aveiro.
Danach schlug er eine politisch-administrative Karriere ein. Von 1936 bis 1949 war er Generaldirektor für hydraulische und elektrische Anlagen im Ministerium für öffentliche Arbeiten und von 1940 bis 1949 Generalsekretär des Ministeriums. Im Anschluss war er von 1949 bis 1962 Präsident des Conselho Superior de Obras Públicas.
Sein Sohn Nuno (1929–1999) war Bürgermeister von Lissabon.

## Auszeichnungen
- 1932: Offizier des Ordens des heiligen Jakob vom Schwert
- 1947: Großoffizier des Christusordens
- 1963: Großoffizier des Ordens des Infanten Dom Henrique